# UZB – Nagy Körös, Villám und Csillag
Die UZB – Nagy Körös, Villám und Csillag waren drei Schlepptenderlokomotiven der Ungarischen Zentralbahn (UZB) Österreich-Ungarns.
Da sich die 1B-Lokomotiven bewährt hatten, bestellte die UZB weitere Maschinen dieser Bauart bei der Lokomotivfabrik der WRB.
Die Lokomotiven wurden 1848/49 geliefert und im Gegensatz zu den anderen 1B-Maschinen im Güterzugverkehr eingesetzt.
Deswegen hatten sie auch kleinere Räder erhalten.
Sie bekamen die Namen NAGY KÖRÖS, VILLÁM (Blitz) und CSILLAG (Stern).
Die Maschinen hatten Innenrahmen und außen liegende horizontal angeordnete Zylinder.
Die Stehkesseldecke war halbzylindrisch ausgebildet.
Die CSILLAG wurde schon 1849 an die Kaiser-Ferdinands-Nordbahn (KFNB) verkauft und bekam dort den Namen JASON in Zweitbesetzung.
Als 1850 die UZB in der k.k. südöstlichen Staatsbahn (SöStB) aufging, bekamen die verbliebenen zwei Loks die Betriebsnummern 31–32.
Als dann 1855 die SöStB an die Staats-Eisenbahn-Gesellschaft (StEG) verkauft wurde, erhielten die Maschinen zunächst die Betriebsnummern 310–311, ab 1873 340–341.
Die VILLÁM schaffte es sogar noch ins dritte Bezeichnungsschema der StEG und wurde ab 1897 2101. Sie wurde 1902 ausgemustert. Die NAGY KÖRÖS war schon 1879 ausgemustert worden.
Da sich diese Bauart außerordentlich bewährte, wurde sie von der SöStB in großer Anzahl weiter beschafft.
So folgten 1850/51 von der Lokomotivfabrik der WRB acht Stück mit den Namen:
- ARAD, KECSKEMÉT, SZENT-MIKLÓS, NANA, KÖVESD, VECSÉS, LÉVA und TÁTRA.

Ebenfalls 1850/51 kamen acht Stück von der Wiener Neustädter Lokomotivfabrik mit den Namen:
- VERÖCZE, SZERED, HOLICS, TOKAJ, IPOLY, GARAM, VAGH und WEIDRITZ in den Bestand der SöStB.

1852 folgten von derselben Fabrik wieder acht Stück mit den Namen:
- SZEGEDIN, TEMESVÁR, TYRNAU, SCHEMNITZ, LEOPOLDSTADT, GÖNYÜ, RAAB (später WEISSKIRCHEN) und WIESELBURG (später JASSENOVA).

1852 bis 1854 kamen wieder von Wr. Neustadt weitere 38 Stück, die Namen von BABOLNA bis GÖMÖR erhielten.
Die von Wr. Neustadt gelieferten Lokomotiven unterschieden sich von den ursprünglichen durch längere Heizrohre (4,27 m) und ein zum Teil höheres Reibungsgewicht von 21,7 t.
Die ARAD-Lieferung bekam bei der SöStB die Betriebsnummern 33–40, bei der StEG zunächst 350–357, ab 1873 342–349 (Serie IIIf).
Die SZENT-MIKLOS, die KÖVESD und die TÁTRA kamen noch ins dritte StEG-Schema als 2102–2104 und wurden 1897 ausgemustert.
Die VERÖCZE-Lieferung erhielt bei der SöStB die Nummern 45–52, bei der StEG vorerst 358–365.
1873 waren nur mehr die SZERED und die HOLICS vorhanden, die die neuen StEG-Nummern 217–218 (Serie IIIf) bekamen.
Bis 1897 waren auch sie ausgemustert worden.
Die SZEGEDIN-Lieferung bekam bei der SöStB die Nummern 69–76, bei der StEG zunächst 374–381, ab 1873 234–239 (Serie IIIf) und 257–258, die von der StEG-Werkestätte in Pest umgebaut worden waren und danach als Kategorie IVr bezeichnet wurden.
Die SCHEMNITZ und die JASSENOVA kamen 1891 als IIs 1286–1287 zur MÁV.
Letztere bekam sogar noch die MÁV-Nummer 252,001, bevor sie 1911 ausgemustert wurde.
Die BABOLNA-Lieferung erhielt bei der SöStB die Nummern 77–114, bei der StEG zunächst 400–437, ab 1873 240–255 (Serie IIIf) und 259–280 (Serie IVr).
1891 kamen die noch vorhandenen 24 Stück zur MÁV, wovon nur mehr ein Teil die Bezeichnung IIs 1289–1300 erhielt.
1911 waren noch drei vorhanden, die die Nummern 252,002–004 bekamen und bis 1913 ausgemustert wurden.